# Convento de Santa Clara (Córdoba)
El convento de Santa Clara fue el primer convento femenino fundado en la ciudad de Córdoba, España, tras la conquista cristiana de la ciudad en 1236. La orden se instauró en octubre de 1256 con la incorporación de ocho monjas clarisas. Sus restos están asentados sobre una mezquita califal del siglo X y una basílica bizantina del siglo VI. 
El alminar y el convento están inscritos como Bien de Interés Cultural y como Monumento histórico-artístico perteneciente al Tesoro Artístico Nacional mediante decreto de 3 de junio de 1931. El edificio se encuentra en el centro histórico de Córdoba, declarado Patrimonio de la Humanidad por la Unesco en 1994.

## Historia y descripción
Según algunos autores, los restos arqueológicos más antiguos hallados corresponden a la supuesta basílica paleocristiana de Santa Catalina, construida durante la dominación bizantina de Córdoba, entre los años 554 y 576. A excepción de las evidencias arqueológicas, la información sobre este primitivo templo se desconoce. Presenta una planta en cruz griega y mosaicos con simbología del cristianismo primitivo. No obstante, estudios más recientes discrepan de su catalogación como templo y creen que se trata de un complejo doméstico.
Posteriormente, estos restos se aprovecharon para la construcción de una antigua mezquita datada del año 976, en pleno Califato de Córdoba y recién coronado el joven califa Hisham II, cuyo poder real se encontraba en manos del hayib Almanzor. Actualmente todavía pueden observarse una cantidad relevante de esta estructura como el muro de qibla, el patio de abluciones, un alminar en un alto grado de conservación y un arco de herradura cegado que se aprecia desde la calle Osio.
En 1256, apenas dos décadas después de la conquista cristiana de la ciudad por el monarca Fernando III de Castilla, se creó en este lugar el primer convento femenino de Córdoba que contó inicialmente con ocho monjas de la Orden franciscana de las clarisas. El convento se ubicó, inicialmente, en la parte de la mezquita, transformándose más tarde en iglesia, y adaptando el patio a la estructura del claustro. A lo largo de su historia, el convento se ha denominado «de Santa Catalina» (nombre original), «de Santa Clara» (tras la instalación allí de las Hermanas Clarisas) y «de Santa Isabel» (como tributo a Isabel de Francia, fuertemente vinculada a la Corona española), perdurando el segundo.
En el siglo XVI se le realizó una profunda remodelación y en el siglo XVII se le añadió una puerta en estilo barroco dando acceso a la calle Rey Heredia. La orden religiosa abandonó el convento en el año 1868 debido a la desamortización española y al estallido de la Revolución Gloriosa, cuando se unieron a las monjas del convento de la Santa Cruz, pertenecientes a su misma institución. Su retablo fue trasladado a la iglesia de Nuestra Señora de la Paz, en el barrio de San Basilio. Posteriormente el edificio fue utilizado como polvorín, acuartelamiento militar e incluso lavandería, siendo finalmente adquirido por el Ayuntamiento de Córdoba en la década de 1950 para instaurar el colegio mixto Julio Romero de Torres, con proyecto del arquitecto Víctor Escribano Ucelay.

## Abandono
Este convento fue objeto de una gran polémica bajo la alcaldía de Julio Anguita, debido a que el 2 de enero de 1981, el político entregó el edificio a Al Khattani, hijo del consejero del rey Jálid bin Abdulaziz de Arabia Saudí. Este hecho provocó una gran polémica en la ciudad, especialmente con el obispo de Córdoba José Antonio Infantes Florido, ante el gesto del alcalde de entregar la propiedad y el uso de un edificio municipal a la comunidad musulmana. Posteriormente este acuerdo fue revocado.
El edificio iba a ser restaurado, merced al patrocinio de la Fundación Caja Madrid, tras un convenio firmado con el Ayuntamiento de Córdoba el 18 de febrero de 2006, fecha en que también se anunció su futuro uso como Museo de la Ciudad, finalmente este proyecto quedó abandonado. En 2014, se realizaron unas muy leves intervenciones por el Ayuntamiento de Córdoba. En 2016, se volvieron a licitar unas obras de restauración de la fachada sur del convento, a la espera de que en un futuro pueda ser abierto, aunque sigue en un estado grave de deterioro con caída de tejas y filtraciones de lluvias que están dañando su estructura.
En noviembre de 2024 comenzó un proyecto de restauración para el convento de Santa Clara con una duración de un año, a la espera de convertirse en un futuro museo cofrade.